# Transkaukasischer Dachs
Der Transkaukasische Dachs (Meles canescens) ist ein Raubtier aus der Familie der Marder und eine von vier Arten der Gattung Meles. Er galt bis vor kurzem als Unterart des Europäischen Dachses (Meles meles). Eine neuere morphologische Untersuchung der Schädel- und Zahnmorphologie sowie Untersuchungen der mitochondrialen und Zellkern-DNA haben aber ergeben, dass der Transkaukasische Dachs Artstatus verdient. Auch M. meles arcalus (Kreta), M. meles rhodius (Rhodos) und M. meles severzovi (Täler des oberen Amudarja und des Pjandsch, Ferghanatal und umliegende Region im Pamir-Alai) wurden mit Meles canescens synonymisiert.

## Verbreitung
Der Transkaukasische Dachs kommt im Kaukasus (Armenien, Georgien und Aserbaidschan), im nördlich anschließenden Kaukasusvorland, in Kleinasien, Iran, Irak, Syrien, Libanon, Israel, im nördlichen Afghanistan, in Turkmenistan, Kirgisistan, Usbekistan und Tadschikistan, sowie auf den Mittelmeerinseln Kreta und Rhodos vor. Östlich des Kaspischen Meeres trennen die Wüsten Karakum und Kysylkum das Verbreitungsgebiet des Transkaukasischen Dachses von dem des Asiatischen Dachses (M. leucurus). Die Kontaktzone der beiden Arten liegt am westlichen Tian-Shan-Gebirge. Dort lebt der Transkaukasische Dachs eher in den Bergen, während der Asiatische Dachs Ebenen und Halbwüsten bevorzugt. Die Kontaktzone zwischen den Verbreitungsgebieten des Europäischen und des Transkaukasischen Dachses ist bis jetzt nicht klar bestimmt. In einigen Gegenden des Kaukasusvorlandes könnten sie sympatrisch vorkommen und möglicherweise hybridisieren.

## Merkmale
Der Transkaukasische Dachs ist dem Europäischen Dachs sehr ähnlich, aber etwas heller und deutlich kleiner. Die schwarz-weiße Gesichtsmaske ähnelt der des Europäischen Dachses. Die vom Schläfenbein gebildete Knochenkapsel, die Teile des Mittel- und Innenohrs umgibt (Auditory bulla / Paukenblase), ist abgeflacht, die Schnauze ist kürzer, der Unterkiefer niedriger. Vom Asiatischen Dachs unterscheidet er sich in der Form der oberen Molaren (deutliche Kerbe zwischen Metacone und Metaconule), größeren oberen Eckzähnen, schmaleren Jochbögen und einer breiteren Paukenblase. Der obere erste Prämolar fehlt oft, während der untere erste Prämolar in der Regel vorhanden ist (fehlt beim Asiatischen Dachs). Der zweite untere Prämolar ist groß und hat normalerweise eine einzelne, in selteneren Fällen zwei Zahnwurzeln. Dieser Zahn hat beim Europäischen Dachs in der Regel zwei Zahnwurzeln.